# Artéria espinal anterior
A artéria espinal anterior é uma artéria da cabeça.